# Alex da Silva (ur. 1983)
Alex da Silva, właśc. Alexandre Afonso da Silva (ur. 15 sierpnia 1983 w Uberlândii, w stanie Minas Gerais, Brazylia) – brazylijski piłkarz, grający na pozycji ofensywnego pomocnika.

## Kariera piłkarska

### Kariera klubowa
W 2005 rozpoczął karierę piłkarską w klubie Marília AC, skąd został wypożyczony do Santosu FC. W lipcu 2006 wyjechał do Europy, gdzie został piłkarzem belgijskiego Racing Genk. W 2008 został wypożyczony do FC Brussels, a potem występował w klubach Sint-Truidense VV i Oeste Itápolis. W sierpniu 2010 przeniósł się do Cypru, gdzie bronił barw klubów Enosis Neon Paralimni, Omonia Nikozja i AEK Larnaka. 20 czerwca 2013 roku podpisał 2-letni kontrakt z ukraińskim Metałurhiem Donieck. W lipcu 2015 po rozformowaniu Metałurha przeniósł się do Apollonu Limassol.

## Sukcesy i odznaczenia

### Sukcesy klubowe
- zdobywca Pucharu Belgii: 2009
- finalista Superpucharu Cypru: 2012